# 가와기시역
가와기시역(일본어: 川岸駅, かわぎしえき)은 일본 나가노현 오카야시에 있는 동일본 여객철도 주오 본선(다쓰노 지선)의 역이다.
이 역을 경유하는 열차는 대부분 도카이 여객철도 이다선과 직결운행하는 열차이다.
현재는 무인역으로 운영되고 있다.

## 타는 곳
섬식 1면 2선 승강장

## 인접역
| 동일본 여객철도 주오 본선 다쓰노 지선 | 동일본 여객철도 주오 본선 다쓰노 지선 | 동일본 여객철도 주오 본선 다쓰노 지선 |
| ------------------------------------- | ------------------------------------- | ------------------------------------- |
| 오카야 방면                           | ■ 주오 구선 보통                      | 다쓰노 나가노 방면                    |
| 다쓰노 도요하시 방면                  | ■ 이다선 직결 열차                    | 오카야 지노 방면                      |